# Agrupación Constitucional Democrática
La Agrupación Constitucional Democrática (RCD, en árabe: التجمع الدستوري الديمقراطي, en francés: Rassemblement Constitutionnel Démocratique) fue un partido político de Túnez de tendencia socialdemócrata, fundado el 27 de febrero de 1988, por Zine El Abidine Ben Ali. Fue miembro pleno de la Internacional Socialista hasta el 18 de enero de 2011, fecha en la que fue expulsado tras la Revolución tunecina de 2011.
El RCD es considerado el sucesor de dos partidos más antiguos: el Neo-Destour, fundado el 2 de marzo de 1934 por Habib Burguiba, y el Partido Socialista Desturiano, que remplazó al Néo Destour en 1964. Este partido fue creado después de que Zine El Abidine Ben Ali derrocase a Habib Burguiba en noviembre de 1987, y formalmente no ejercía el monopolio del poder en Túnez aunque sí era el partido más poderoso del país.
Bajo sus diferentes denominaciones, estuvo en el poder desde 1956 hasta el 14 de enero de 2011, cuando Zine El Abidine Ben Ali fue derrocado por la Revolución tunecina de ese mismo año, siendo Ben Ali el último presidente del partido. En esa fecha el RCD contaba con 152 de 189 escaños en el Parlamento.
El partido RCD fue disuelto por orden judicial el 9 de marzo de 2011, ordenándose la inmediata liquidación de todo su patrimonio, aunque la agrupación manifestó que apelaría la sentencia.

## Congresos de la RCD
- 29-31 de julio de 1988 : Congrès du Salut (Tunis)
- 29-31 de julio de 1993 : Congrès de la Persévérance (Tunis)
- 30 de julio-2 de agosto de 1998 : Congrès de l'Excellence (Tunis)
- 28-31 de julio de 2003 : Congrès de l'Ambition (Tunis)
- 30 de julio-2 de agosto de 2008 : Congrès du Défi (Tunis)

## Resultados electorales

### Elecciones presidenciales
| Elección | Candidato               | Votos     | %     | Resultado |
| -------- | ----------------------- | --------- | ----- | --------- |
| 1989     | Zine El Abidine Ben Ali | 2,087,028 | 100%  | Electo    |
| 1994     | Zine El Abidine Ben Ali | 2,987,375 | 100%  | Electo    |
| 1999     | Zine El Abidine Ben Ali | 3,269,067 | 99.4% | Electo    |
| 2004     | Zine El Abidine Ben Ali | 4,204,292 | 94.4% | Electo    |
| 2009     | Zine El Abidine Ben Ali | 4,238,711 | 89.6% | Electo    |

### Elecciones legislativas
| Elección | Líder                   | Votos     | %     | Escaños | +/– | Posición |
| -------- | ----------------------- | --------- | ----- | ------- | --- | -------- |
| 1989     | Zine El Abidine Ben Ali | 1,633,004 | 80.6% | 141/141 | 16  | 1ero     |
| 1994     | Zine El Abidine Ben Ali | 2,768,667 | 97.7% | 144/163 | 3   | 1ero     |
| 1999     | Zine El Abidine Ben Ali | 2,831,030 | 91.5% | 148/182 | 4   | 1ero     |
| 2004     | Zine El Abidine Ben Ali | 3,678,645 | 87.5% | 152/182 | 4   | 1ero     |
| 2009     | Zine El Abidine Ben Ali | 3,754,559 | 84.5% | 161/214 | 9   | 1ero     |